# محله هوایی انیما
محله هوایی انیما (به انگلیسی: Animas Air Park) یک فرودگاه همگانی بهره‌برداری هوایی با کد یاتا AMK است که یک باند فرود آسفالت دارد و طول باند آن ۱۵۲۷ متر است. این فرودگاه در کشور ایالات متحده آمریکا قرار دارد و در ارتفاع ۲۰۳۷ متری از سطح دریا واقع شده است.